# 셋쓰시역
셋쓰시역(일본어: 摂津市駅, せっつしえき)은 일본 오사카부 셋쓰시에 있는 한큐 전철 교토 본선의 역이다. 역 번호는 HK-67이다.

## 개요
셋쓰 시의 현관문이 되는 역으로, 2010년에 개통하였다. 역전에 입지하였던 기업의 부지를 재개발하여 "미나미센리오카 도시 구상" 사업의 일환으로 설치된 역이다.
또, 이 역은 일본 최초의 "카본 뉴트럴 스테이션"이고, "에코로 시작하는 새로운 역"의 캐치프레이즈 아래 각종 환경 시책이 포함되었다.

## 역사
- 2008년: 역명이 셋쓰시 역으로 정식 결정됨.
- 2010년 3월 14일: 개업. 한큐 전철 86번째의 역임.

## 역 구조
당역은 도시 계획 도로 센리오카미시마 선(구, 오사카 중앙 순환 노선)의 "산업도로 건널목"의 바로 남쪽에 도카이도 본선(JR 교토 선) 센리오카역이 남동쪽으로 약 500m에 위치한다. 상대식 승강장 2면 2선의 지상역으로, 분기기와 절대 신호가 없어 정류장으로 분류된다. 또, 종일 역무원이 배치되고 있다.
안전, 안심, 쾌적한 역을 목표로 개통 1년 후의 2011년 4월까지 방범 카메라와 다기능 인터폰, 여객 안내 표시 장치가 설치되었다.

### 승강장
| 번호 | 노선        | 방향 | 행선                                                               |
| ---- | ----------- | ---- | ------------------------------------------------------------------ |
| 1    | ■ 교토 본선 | 상행 | 다카쓰키시・가쓰라・아라시야마・가라스마・교토 방면                |
| 2    | ■ 교토 본선 | 하행 | 오사카 (우메다)・아와지・덴가차야・기타센리・고베・다카라즈카 방면 |

## 역 주변
- 오사카 부도 1호 이바라키셋쓰 선
- 오사카 부도, 교토 부도 14호 오사카다카쓰키교토 선
- 다이헨 셋쓰 사업소 부지(미나미센리오카 도시 구상 용지)
- 오사카 부립 셋쓰 고등학교
- 세이쇼 고등학교
- 셋쓰 시립 제일 중학교
- 셋쓰 시립 제13 중학교
- 셋쓰 시립 셋쓰 초등학교
- 셋쓰 시립 미야케야나기다 초등학교
- 셋쓰 시민 문화 홀
- 셋쓰 시립 보건 센터
- 셋쓰 시립 커뮤니티 플라자
- 셋쓰 시민 체육관
- 셋쓰 시립 남녀 공동 참여 센터
- 셋쓰 경찰서
- 셋쓰 고로엔 우체국
- 셋쓰 센리가오카히가시 우체국
- 셋쓰 우체국
- 셋쓰 이세이카이 병원
- 한큐 렌타사이 크루 셋쓰[1]
- 도카이도 본선(JR 교토 선) 센리오카역

오사카 모노레일 선 셋쓰 역과는 약 1km정도 거리를 두고 있며 환승에는 적당하지 않다. 궤도가 교차되는 장소에 있는 미나미이바라키 역이 모노레일선 개통 당초부터 환승역이다.

## 사진

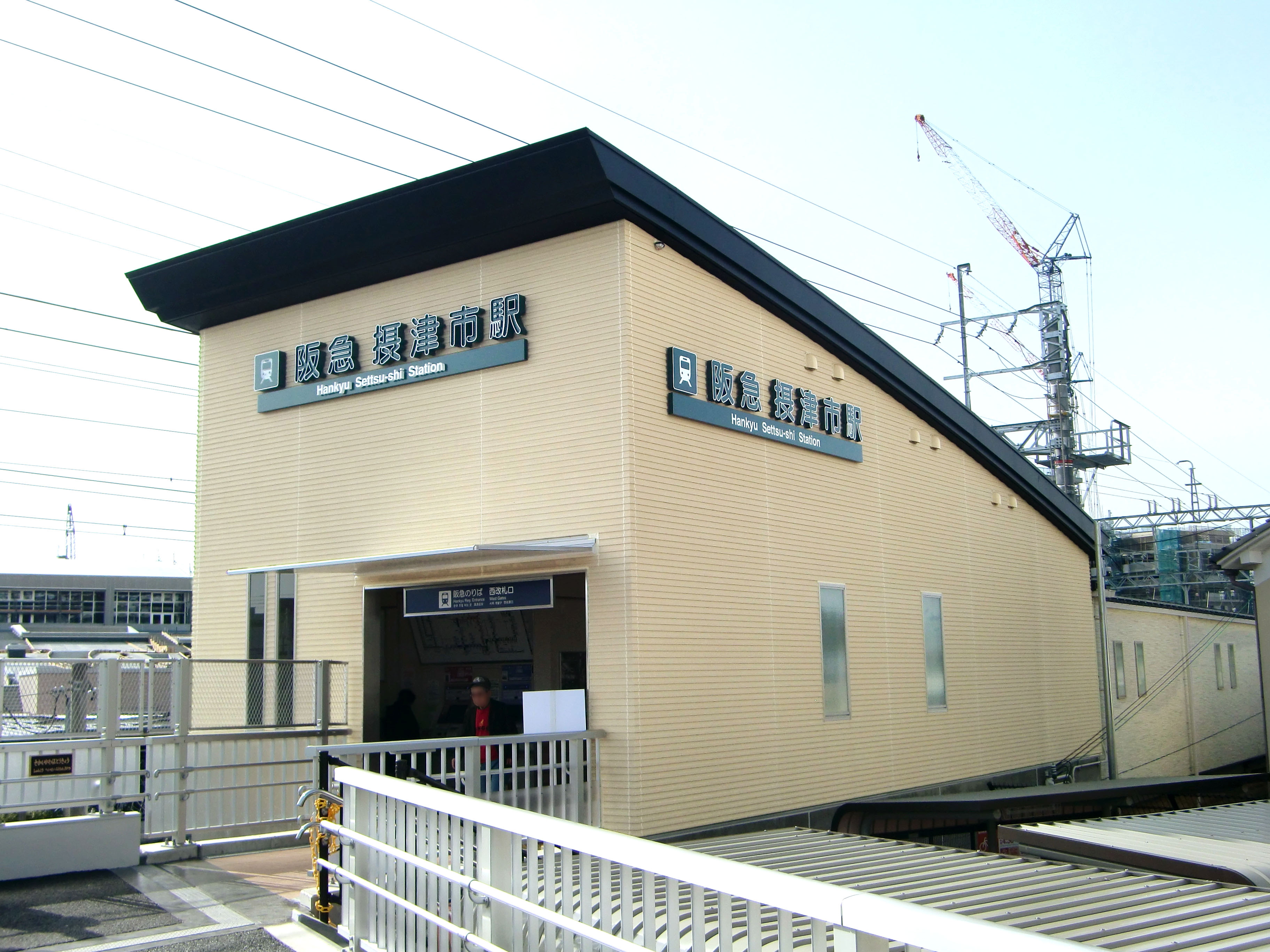
서쪽 출입구
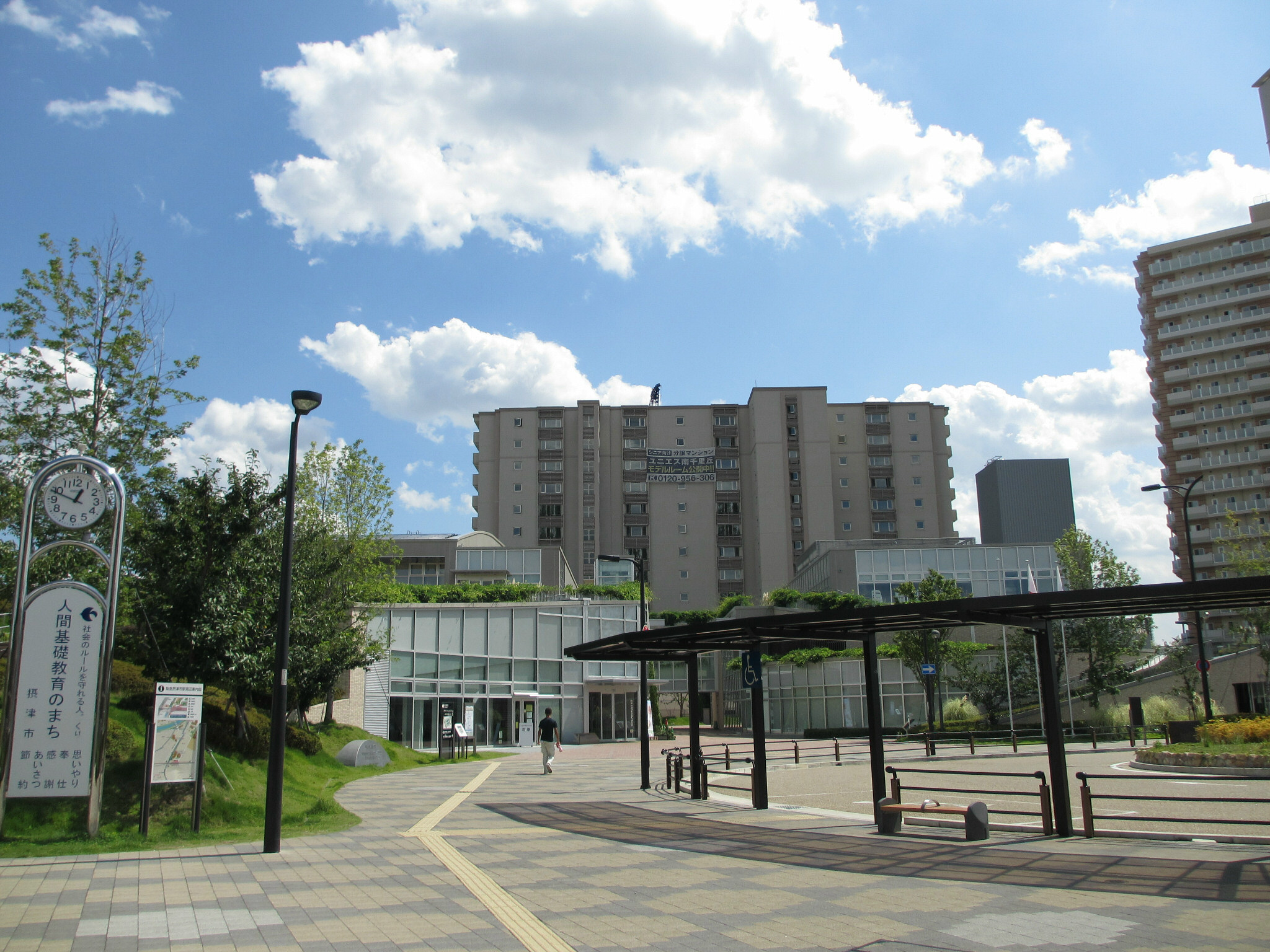
역전 로터리
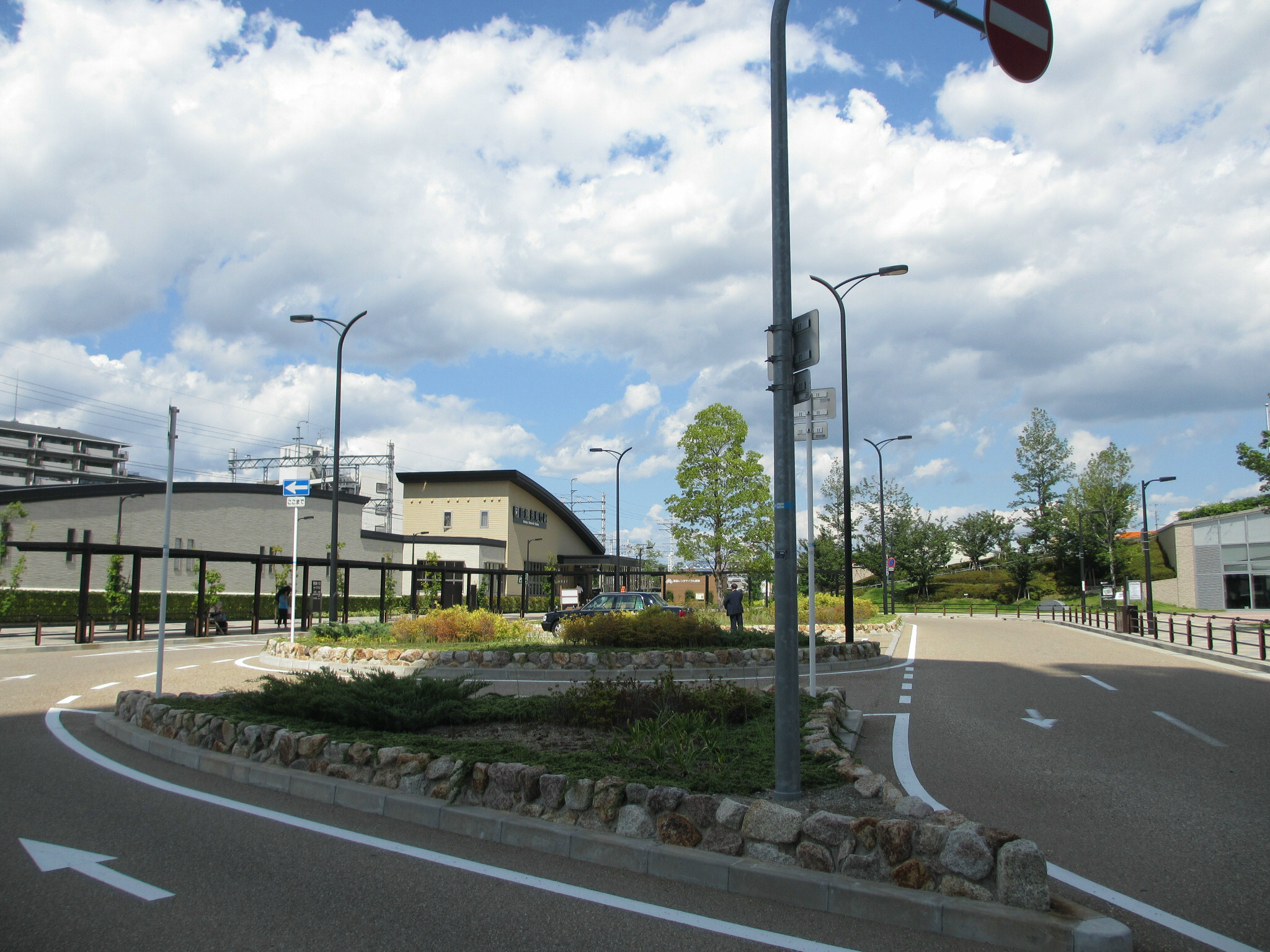
역전 버스 정류장
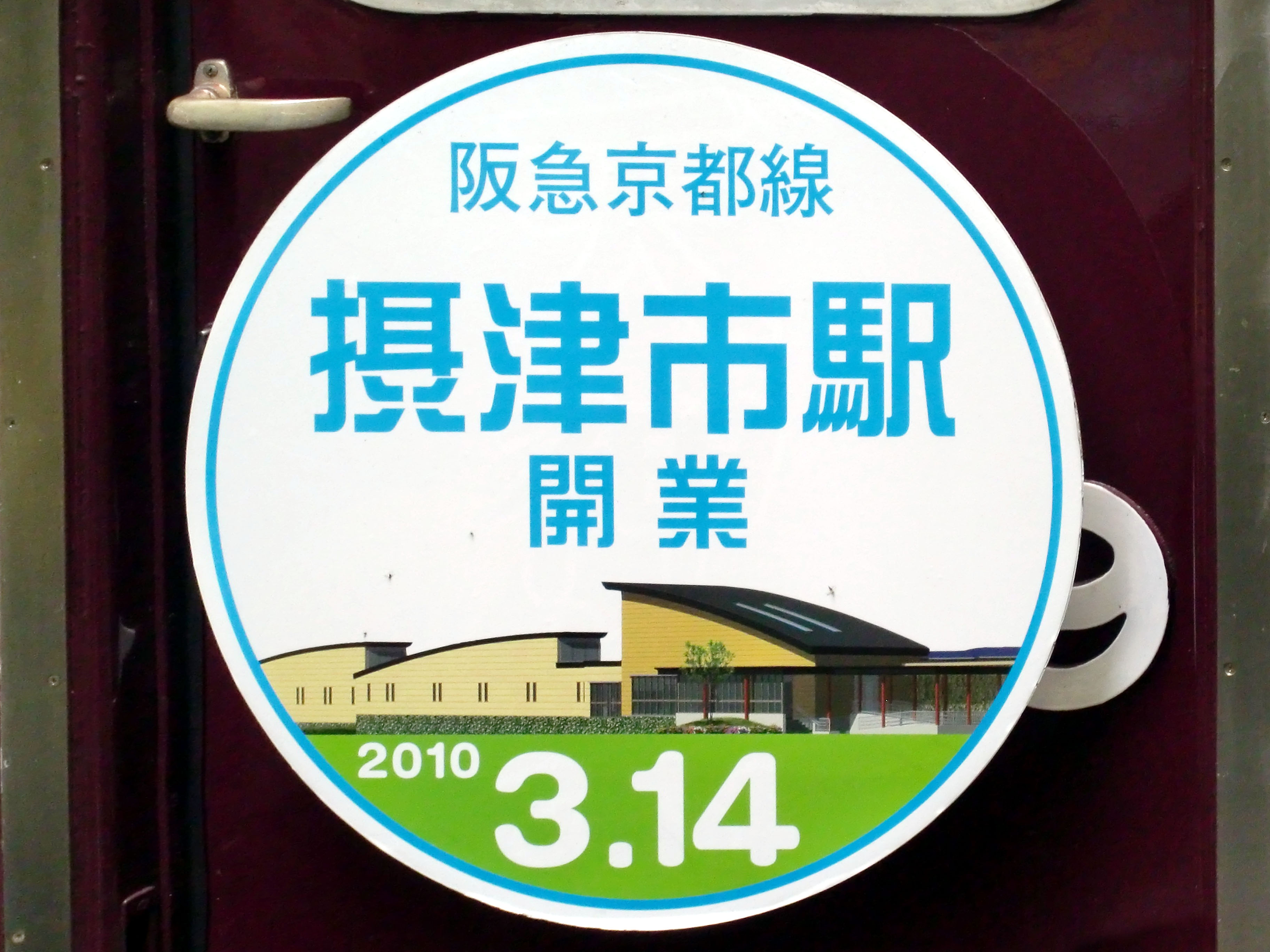
역 개통 표지
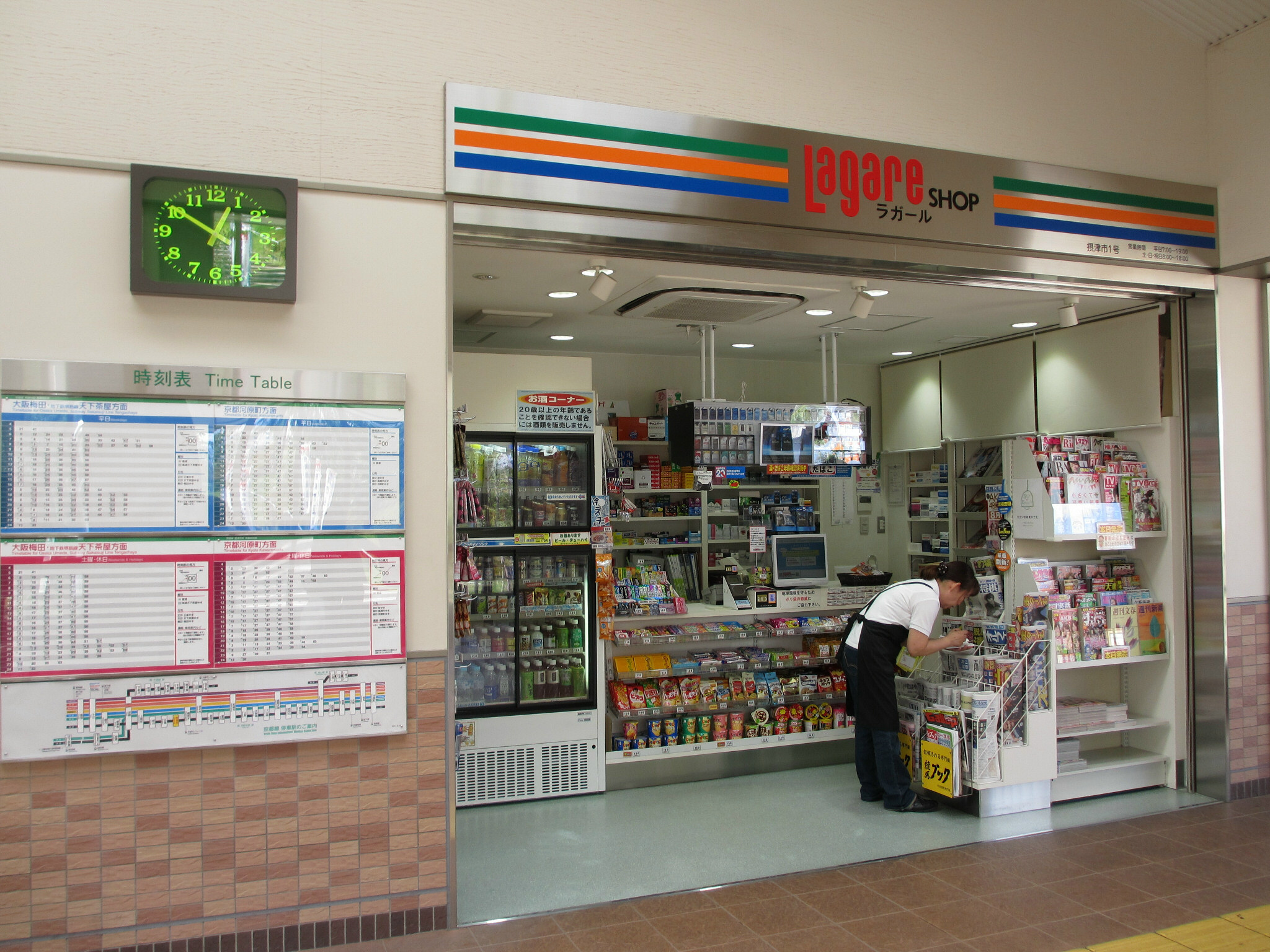
역 구내 편의점
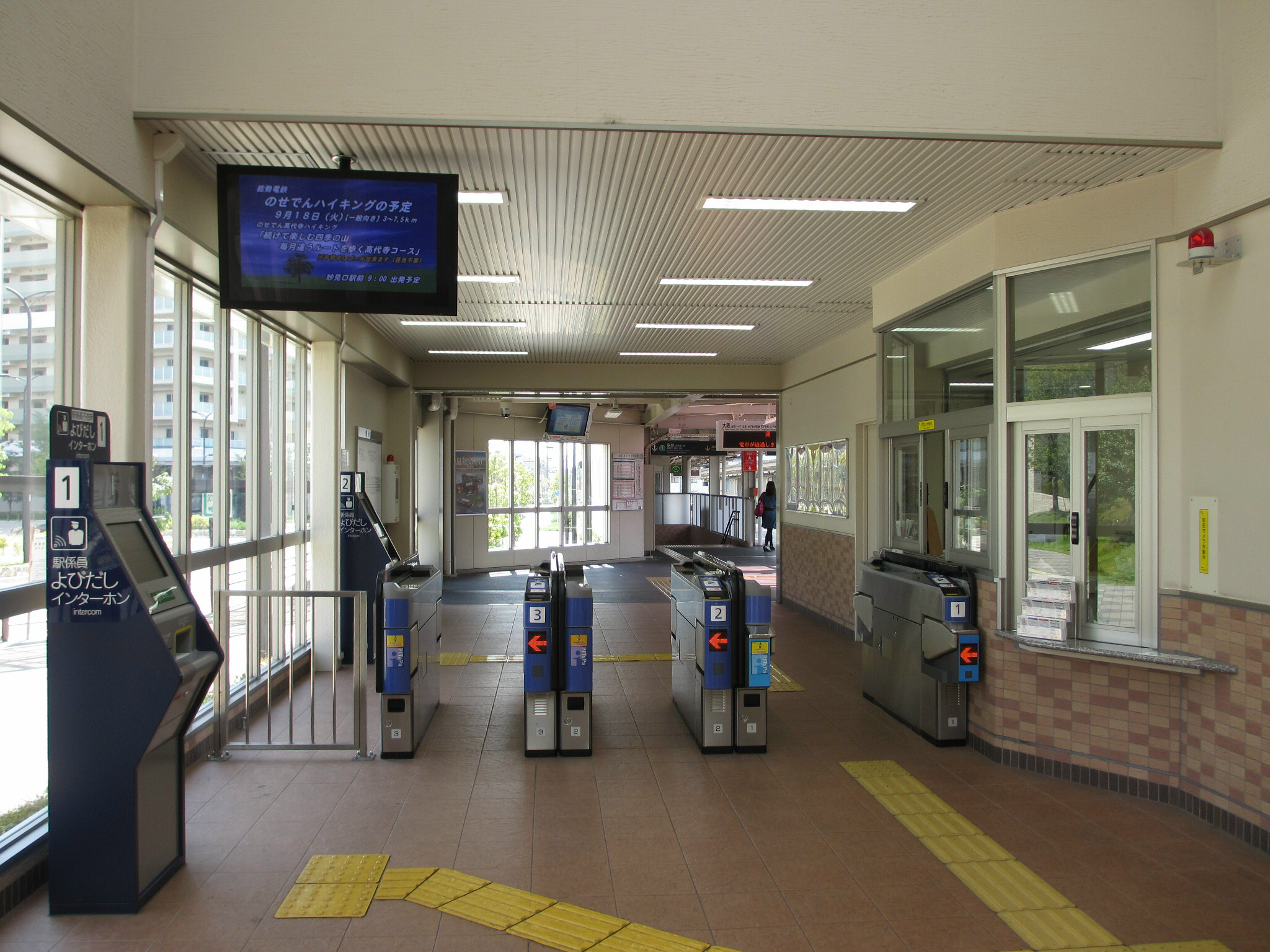
개찰구
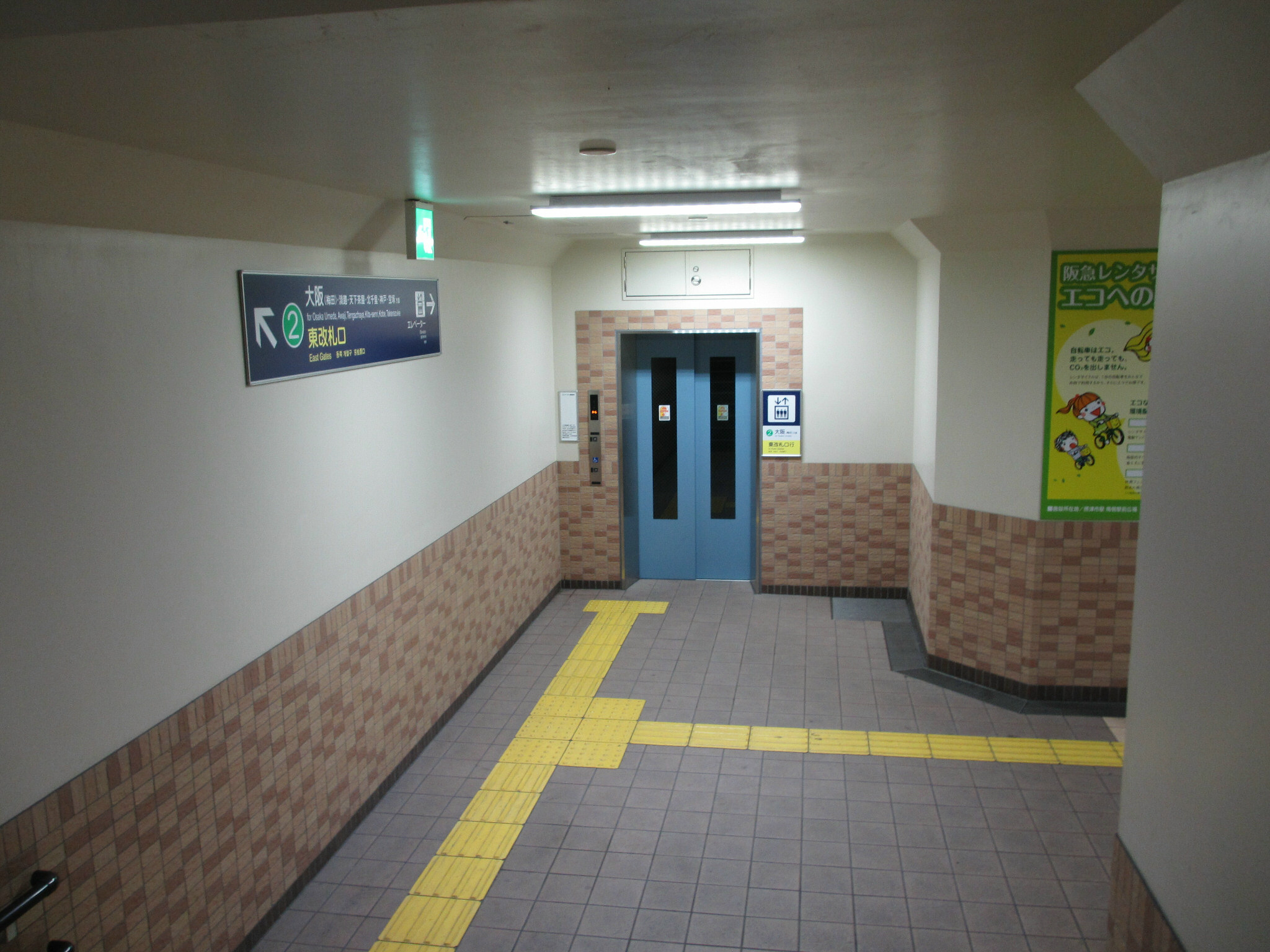
엘리베이터
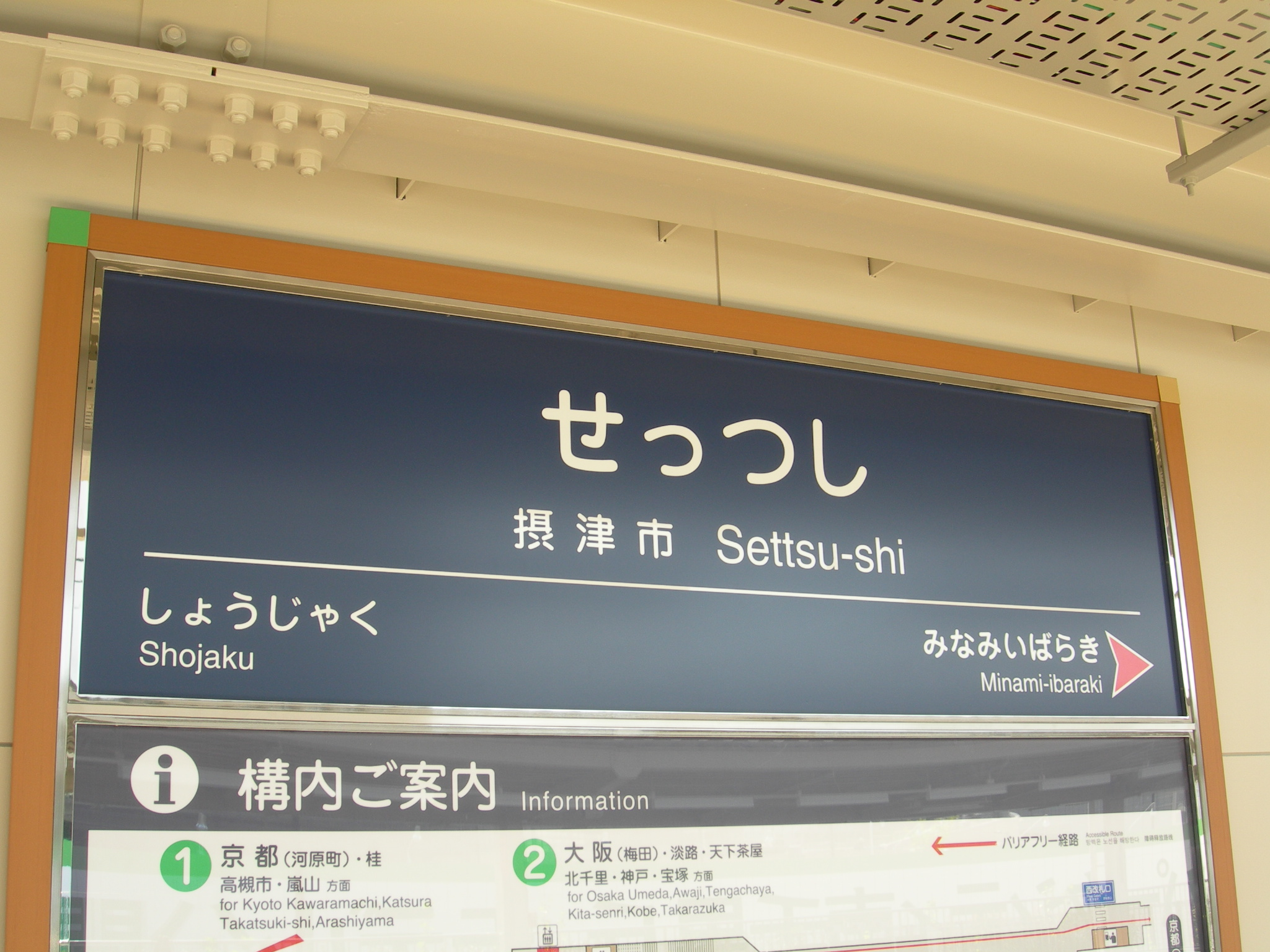
역명판

## 인접역
| 한큐 전철 ■ 교토 본선    | 한큐 전철 ■ 교토 본선 | 한큐 전철 ■ 교토 본선                |
| ------------------------ | --------------------- | ------------------------------------ |
| HK-66 쇼자쿠 우메다 방면 | ■ 보통                | 미나미이바라키 HK-68 가와라마치 방면 |